# Nemanjići
Nemanjići su srpska srednjovjekovna vlastela koja je najduže vladala Srbijom. Dinastija je nazvana po Stefanu Nemanjiću. Dinastija je dala jedanaest vladara, s tim što se nastavlja bočnom, ženskom linijom u dinastiju Lazarevića, a kasnije i Brankovića, koji vladaju Srbijom do prve polovice 16. stoljeća.

## Vladarska loza Nemanjića
- veliki župan Stefan Nemanja, veliki župan (1166.) 1168. – 1196.;
- kralj Stefan Prvovenčani, veliki župan 1196. – 1217., kralj Raške 1217. – 1228. (s prijekidom kada je vladao veliki župan Vukan);
- kralj Stefan Radoslav, kralj Raške 1228. – 1233.;[1]
- kralj Stefan Vladislav, kralj Raške 1234. – 1243.;
- kralj Stefan Uroš I., kralj Raške 1243. – 1276.;
- kralj Stefan Dragutin, kralj Raške 1276. – 1282., kasnije kralj Srijema;
- kralj Stefan Milutin, kralj Raške 1282. – 1321.;
- kralj Stefan Vladislav II., 1321. – 1325. kralj Srijema, i nepriznati kralj Raške;
- kralj Stefan Dečanski, kralj Raške 1321. – 1331.;
- car Stefan Uroš IV. Dušan, kralj Raške 1331. – 1346., car Srbije, Bugara, Grka i Arbanasa 1346. – 1355.;
- car Stefan Uroš V., car Srbije 1355. – 1371.

## Obiteljski grb
Obiteljski grb Nemanjića predstavljen je dvoglavim bijelim orlom na crvenom polju, koji je preuzet od bizantskog grba dinastije Paleolog.